# 陸采
陸采（1497年—1537年），原名灼，字子元，號天池，別號清癡叟，直隸蘇州府長洲縣人，明朝戲曲家。

## 生平
少時是校官弟子，個性放蕩不羈，日夜與人飲酒高歌。正德十四年（1519年）秋試不第，嘉靖十年（1531年）第五試，仍不售，嘉靖十三年（1534年）第六試再失利，終無緣仕途。十九歲時與兄陸粲共同創作《明珠記》二卷。陸采對李日華《南西廂記》不滿意，重編《北西廂》為《南西廂記》，祁彪佳《遠山堂劇品》評為“雅品”，因過於標奇立異，故少流傳。另有《懷香記》、《分鞋記》、《椒觴記》、《存孤記》等戲劇作品。並著有《天池山人小稿》、《天池聲雋》、《冶城客論》、《覽勝紀談》、《艾子後語》等文集。